# Neoregelia carolinae
A Neoregelia carolinae az egyszikűek (Liliopsida) osztályának perjevirágúak (Poales) rendjébe, ezen belül a broméliafélék (Bromeliaceae) családjába tartozó faj.
Nemzetségének a típusfaja.

## Előfordulása
A Neoregelia carolinae előfordulási területe a dél-amerikai Brazília. Ennek az országnak a délkeleti részén az Espírito Santo államtól egészen a Rio de Janeiro államig őshonos.

## Megjelenése
Epifiton növényfaj, melynek igen apró virágai vannak. A sötétzöld levelei szétterülők; amikor a növény virágzik, a közbelső levelek vörössé válnak.

## Termesztett változatai
- Neoregelia 'Adda'
- Neoregelia 'All Red'
- Neoregelia 'Annick'
- Neoregelia 'Apples and Cheese'
- Neoregelia 'Aztec Gold'
- Neoregelia 'Balsa'
- Neoregelia 'Banta'
- Neoregelia 'Beauty'
- Neoregelia 'Beauty'
- Neoregelia 'Beefsteak'
- Neoregelia 'Bella'
- Neoregelia 'Best Of Rose'
- Neoregelia 'Betwixt'
- Neoregelia 'Black Jack'
- Neoregelia 'Blaze'
- Neoregelia 'Blood Stock'
- Neoregelia 'Bold Blush'
- Neoregelia 'Brazil'
- Neoregelia 'Brilliant Orange'
- Neoregelia 'Bronze Agate'
- Neoregelia 'Bronzette'
- Neoregelia 'Burnished Copper'
- Neoregelia 'Cardinalis'
- Neoregelia 'Carioca'
- Neoregelia 'Cerise Queen'
- Neoregelia 'Charming'
- Neoregelia 'Cherry Heart'
- Neoregelia 'Cherry Red'
- Neoregelia 'Cherry Ripe'
- Neoregelia 'Cherry Smash'
- Neoregelia 'Christopher'
- Neoregelia 'Citation'
- Neoregelia 'Clown'
- Neoregelia 'Concarol'
- Neoregelia 'Copper Penny'
- Neoregelia 'Crimson Red'
- Neoregelia 'Cup Of Flame'
- Neoregelia 'Dark Delight'
- Neoregelia 'Dark Red'
- Neoregelia 'Darla Bates'
- Neoregelia 'David Barry'
- Neoregelia 'Deep Glow'
- Neoregelia 'Del Rio'
- Neoregelia 'Diana'
- Neoregelia 'Dr. Carl'
- Neoregelia 'Dr. Who'
- Neoregelia 'Dragonfly'
- Neoregelia 'Dreamworthy'
- Neoregelia 'Dusky Rose'
- Neoregelia 'Dwarf Red'
- Neoregelia 'Eclipse'
- Neoregelia 'Everglades'
- Neoregelia 'Exotica Sassy Red'
- Neoregelia 'Extra Special'
- Neoregelia 'Fair Maid'
- Neoregelia 'Fancy That'
- Neoregelia 'Fern Show'
- Neoregelia 'Feuerland'
- Neoregelia 'Flaming Copper'
- Neoregelia 'Flandria'
- Neoregelia 'Flash Lady'
- Neoregelia 'Flirt'
- Neoregelia 'Frolic'
- Neoregelia 'Gay Quilting'
- Neoregelia 'George'
- Neoregelia 'Grace Goode'
- Neoregelia 'Grey Nurse'
- Neoregelia 'Gummy'
- Neoregelia 'Gus'
- Neoregelia 'Happy Thoughts'
- Neoregelia 'Hot Pink'
- Neoregelia 'Hot Red'
- Neoregelia 'Imperfecta'
- Neoregelia 'Inferno'
- Neoregelia 'Inspiration'
- Neoregelia 'J. K. Special'
- Neoregelia 'Jaws'
- Neoregelia 'Jaws Too'
- Neoregelia 'Jazzer'
- Neoregelia 'Just Perky'
- Neoregelia 'Karamea Indian Chief'
- Neoregelia 'Karamea Raspberry Crush'
- Neoregelia 'Karman'
- Neoregelia 'Kermesiana'
- Neoregelia 'King Kameahameha'
- Neoregelia 'Kiwi Natalie'
- Neoregelia 'Kristi Lee'
- Neoregelia 'La Vie En Rose'
- Neoregelia 'Laelia'
- Neoregelia 'Lava'
- Neoregelia 'Lavender Girl'
- Neoregelia 'Lena Regina'
- Neoregelia 'Lightning'
- Neoregelia 'Lil' Cherry'
- Neoregelia 'Lilac Splendor'
- Neoregelia 'Lilacina'
- Neoregelia 'Linus'
- Neoregelia 'Lipstick'
- Neoregelia 'Lipstick, Powder, Paint'
- Neoregelia 'Lisa Madona'
- Neoregelia 'Lithia Maroon'
- Neoregelia 'Little Debbie'
- Neoregelia 'Little Fleck'
- Neoregelia 'Little Rosita'
- Neoregelia 'Lois Bullis'
- Neoregelia 'Lorelle'
- Neoregelia 'Lotus Land'
- Neoregelia 'Lovely K'
- Neoregelia 'Luscious Pink'
- Neoregelia 'Magic Light'
- Neoregelia 'Magna'
- Neoregelia 'Make Believe'
- Neoregelia 'Mandarin'
- Neoregelia 'Marechalii'
- Neoregelia 'Margaret'
- Neoregelia 'Marshall's Select'
- Neoregelia 'Marzipan'
- Neoregelia 'Maya'
- Neoregelia 'Merv's Rubella'
- Neoregelia 'Mighty Fire'
- Neoregelia 'Misty'
- Neoregelia 'Mon Petite'
- Neoregelia 'Morado'
- Neoregelia 'Morrisoniana'
- Neoregelia 'Moyna Prince'
- Neoregelia 'Mystic'
- Neoregelia 'Natalee Marie'
- Neoregelia 'Nice Surprise'
- Neoregelia 'Nightingale'
- Neoregelia 'Nite Life'
- Neoregelia 'Nomad'
- Neoregelia 'Nonis'
- Neoregelia 'Orange'
- Neoregelia 'Orange Crush'
- Neoregelia 'Orange Delight'
- Neoregelia 'Orange Fire'
- Neoregelia 'Orange Supreme'
- Neoregelia 'Pagunta'
- Neoregelia 'Pandora'
- Neoregelia 'Paradise Point'
- Neoregelia 'Peppermint Stick'
- Neoregelia 'Petite'
- Neoregelia 'Phantom of New Orleans'
- Neoregelia 'Pin Stripe'
- Neoregelia 'Pink'
- Neoregelia 'Pink Base'
- Neoregelia 'Pink Felt'
- Neoregelia 'Pink Fire'
- Neoregelia 'Possessed'
- Neoregelia 'Puerto Rico'
- Neoregelia 'Purple Magic'
- Neoregelia 'Q Gardens'
- Neoregelia 'Really Red'
- Neoregelia 'Red Appeal'
- Neoregelia 'Red Beauty'
- Neoregelia 'Red Bird'
- Neoregelia 'Red Devil'
- Neoregelia 'Red Feather'
- Neoregelia 'Red Flush'
- Neoregelia 'Red Grande'
- Neoregelia 'Red Heart'
- Neoregelia 'Red Kelly'
- Neoregelia 'Red On Red'
- Neoregelia 'Red Rocket'
- Neoregelia 'Red Sheen'
- Neoregelia 'Red Star'
- Neoregelia 'Red Swirl'
- Neoregelia 'Red Wine'
- Neoregelia 'Red Zebra'
- Neoregelia 'Resplendent'
- Neoregelia 'Roman Candle'
- Neoregelia 'Rose Pearl'
- Neoregelia 'Rosy Dawn'
- Neoregelia 'Rubeo'
- Neoregelia 'Rubiyat'
- Neoregelia 'Sabotage'
- Neoregelia 'Salsa'
- Neoregelia 'Salute'
- Neoregelia 'Santiago'
- Neoregelia 'Sara Lee'
- Neoregelia 'Scarlet O'Hara'
- Neoregelia 'Scarlet Pink'
- Neoregelia 'Scarlet Red'
- Neoregelia 'Seminole Warpaint'
- Neoregelia 'Shanghai'
- Neoregelia 'Sheer Delight'
- Neoregelia 'Shrimp'
- Neoregelia 'Smart Image'
- Neoregelia 'Spanish Wells'
- Neoregelia 'Spiralis'
- Neoregelia 'Starlight'
- Neoregelia 'Sundowner'
- Neoregelia 'Sundowner Delight'
- Neoregelia 'Sundowner Queen'
- Neoregelia 'Sundowner Rose'
- Neoregelia 'Sunrise'
- Neoregelia 'Sunset'
- Neoregelia 'Swirling Fire'
- Neoregelia 'Tammy'
- Neoregelia 'Tango'
- Neoregelia 'That's Red'
- Neoregelia 'Tingua'
- Neoregelia 'Tropicana'
- Neoregelia 'Tweedie'
- Neoregelia 'Twinkie'
- Neoregelia 'Upshot'
- Neoregelia 'Very Red'
- Neoregelia 'Victoria'
- Neoregelia 'Vivid Red'
- Neoregelia 'Volkaert's Pride'
- Neoregelia 'Wine Charm'
- Neoregelia 'Wine Gay'
- Neoregelia 'Wine Glow'
- Neoregelia 'Wobbegong'
- Neoregelia 'Work'
- Neoregelia 'Yamamoto'
- Neoregelia 'Yang'
- Neoregelia 'Yellow King'
- Neoregelia 'Yin'
- xNeobergia 'Noddy'
- xNeomea 'Buchanan's Nebula'
- xNeomea 'Marnieri'
- xNeomea 'Mars Rising'
- xNeotanthus 'Warren Loose'
- xNiduregelia 'Ch. Chevalier'
- xNiduregelia 'Garnet'
- xNiduregelia 'Joker'
- xNiduregelia 'Midnight'
- xNiduregelia 'Plantation Queen'